# Podlouhlá bedna
Podlouhlá Bedna (anglicky "The Oblong Box") je hororová povídka amerického spisovatele Edgara Allana Poea o dvou přátelích a záhadné bedně, kterou jeden z nich přepravuje z Charlestonu (Jižní Karolína) do New Yorku. Bedna podněcuje zvědavost vypravěče.
Většina děje povídky se odehrává na moři, stejně je tomu i v povídkách Pád do Maelströmu a Rukopis nalezený v láhvi.

## Děj
Vypravěč se má na poštovní lodi Independence, na níž je kapitánem pan Hardy, dopravit do New Yorku. Na lodi bude mimo něj také jeho starý přítel, malíř pan Wyatt. Den vyplutí je však odložen nejdříve kvůli nemoci paní Wyattové a pak prý kvůli nepříznivému počasí.
Vypravěč je zvědavý a jeho zvědavost podnítí i bedna zvláštního tvaru, kterou si jeho přítel bere s sebou na loď. Je na ní velký nápis:
PANÍ ADELAIDE CURTISOVÁ, ALBANY, NEW YORK,
ZAVAZADLO P. KORNELA WYATTA.
NEKLOPIT!
PŘEPRAVUJTE OPATRNĚ!
Muž se zajímá o bednu o to víc, že každý si s sebou směl vzít jen to nejnutnější. Rovněž je mu zvláštní, nač si jeho přítel objednal o kajutu navíc. Zvědavý je také na novou ženu svého přítele, o které Wyatt s nadšením vyprávěl. Nyní se Wyatt však chová podivně a jeho žena není ani krásná, jak bylo vypravěčem líčeno, ani nepůsobí inteligentním dojmem. O to víc se vypravěč zajímá o truhlu: pojme podezření, že jeho přítel si v ní převáží velmi cenný obraz.
Když nevydrží a svůj tip Wyattovi prozradí, jeho přítel se jen bláznivě a hystericky rozesměje a chová se čím dál podivněji. Když se v noci strhne bouře, která donutí cestující nastoupit do záchranných člunů, Wyatt se mermomocí snaží bednu vzít na člun s sebou. Kapitán se odmítne vrátit k lodi a tak tam Wyatt přeplave sám, připoutá se k bedně a s ní se také potopí. Vypravěč je chováním přítele otřesen. Později se od kapitána dozví, že truhla byla rakví skutečné ženy pana Wyatta, která zemřela těsně před vyplutím a kapitán chtěl pomoci její tělo dopravit k jejím rodičům v New Yorku.

## Analýza
Životopisec E. A .Poea James Hutchinson přirovnává povídku "Podlouhlá bedna" k autorovým detektivním příběhům, sérii obsahující např. povídku "Vraždy v ulici Morgue". Scott Peeples přiřazuje "Podlouhlou bednu" k témuž žánru s poznámkou, že se nejedná čistě o detektivní příběh, neboť nezdůrazňuje charakter detektiva a jeho metody. Poznamenává dále, že protagonista příběhu tápe, protože dovoluje svým osobním názorům mít navrch nad fyzickými důkazy, což jej vede k nesprávným závěrům.
Edgar Allan Poe při psaní využil znalost prostředí v okolí Charlestonu v Jižní Karolíně, kde dříve působil jako voják americké armády v pevnosti Fort Moultrie. V povídce vyplouvá loď z Charlestonu a směřuje do New Yorku. Několik měsíců před vydáním povídky absolvoval Poe plavbu parníkem do New Yorku. Jeho žena Virginia začala vykazovat známky její choroby přibližně dva roky předtím, v roce 1842.

## Historie vydání
Poe původně nabídl povídku "Podlouhlá bedna" Nathanielu Parkerovi Willisi pro New Mirror, ale Willis soudil, že by se lépe hodila pro Opal - dárkovou knihu redigovanou Sarah Josepha Haleovou. Poprvé vyšla 28. srpna 1844 ve filadelfském periodiku Dollar Newspaper. Byla též publikována v zářijovém čísle magazínu Godey's Magazine and Lady's Book  taktéž redigovaném Sarah J. Haleovou.

## Česká vydání
Česky vyšla povídka v následujících sbírkách:
- Jáma a kyvadlo a jiné povídky (Odeon 1975, 1978, 1987, 1988 a Levné knihy KMa 2002 [8])
- Předčasný pohřeb a jiné povídky (Mladá fronta, 1970)
- Předčasný pohřeb: Horrory a jiné děsivé příběhy (Hynek s.r.o., 1999)
- Černý kocour, Mladá fronta (edice Četba pro školy), 1988, překlad Josef Schwarz, brožovaná, 152 stran, náklad 45 000

## Adaptace
- The Oblong Box, film (horor) Velké Británie 1969, režie Gordon Hessler, hrají Vincent Price, Christopher Lee, Harry Baird, John Barrie.[9]
- rozhlasová stanice NBC vysílala v pořadu "NBC Short Story" dramatické čtení "Podlouhlé bedny" v roce 1950.
- pořad "CBS Radio Mystery Theater" (běžel od ledna 1974 do prosince 1982) zpracoval adaptaci povídky "Podlouhlá bedna", jež byla vysílána 8. ledna 1975.